# Petru Pavel
Petru Pavel (n. Rapoltu Mare, jud. Hunedoara - d. 9 martie 1937, Brașov) a fost un deputat în Marea Adunare Națională de la Alba Iulia, organismul legislativ reprezentativ al „tuturor românilor din Transilvania, Banat și Țara Ungurească”, cel care a adoptat hotărârea privind Unirea Transilvaniei cu România, la 1 decembrie 1918.:p. 140

## Biografie
S-a născut în Rapoltu Mare, jud. Hunedoara.  A făcut școala primară și ucenicia de croitor. A profesat ca ceaprazar și croitor. Înainte de 1918 a donat sume de bani pentru ajutorarea elevilor săraci de la Liceul „Andrei Șaguna” din Brașov. A decedat la 9 martie 1937, în Brașov:p. 140

## Activitatea politică

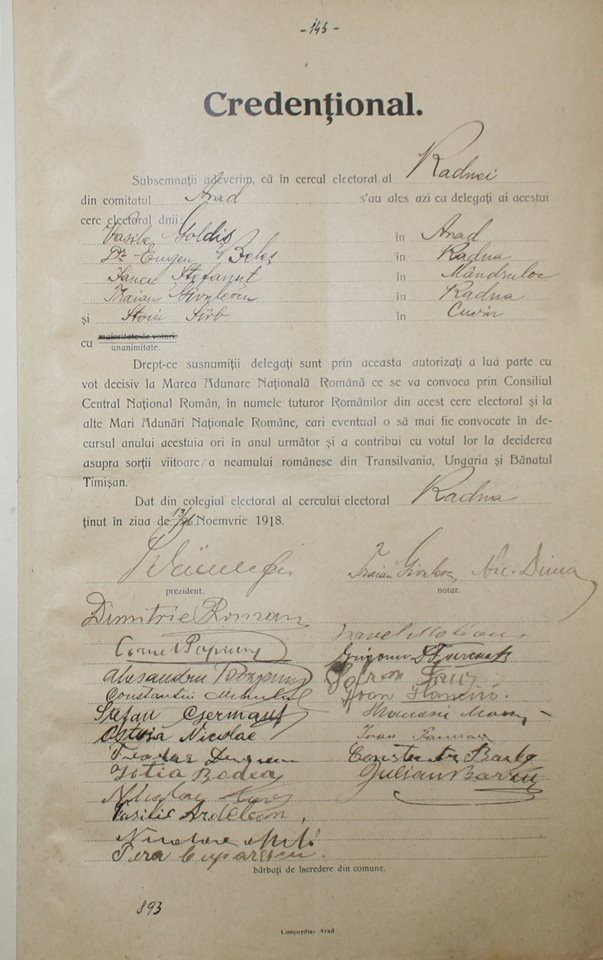
Credențional

A participat la Marea Adunare Națională de la Alba Iulia din 1 decembrie 1918 ca delegat al „Asociației pentru sprijinirea învățăceilor și a sodalilor români din Brașov”.:p. 140